# Haswelliporina vaubani
Haswelliporina vaubani är en mossdjursart som först beskrevs av Jean-Loup d'Hondt 1986.  Haswelliporina vaubani ingår i släktet Haswelliporina och familjen Porinidae. Inga underarter finns listade i Catalogue of Life.